# Circolo Sportivo Italiano
Maillots
Dernière mise à jour : 27 août 2021.
Le Circolo Sportivo Italiano est un club péruvien de football basé à Lima. Il possède également des sections de volley-ball et basket-ball.

## Histoire
Fondé à Lima le 16 août 1917, le club représente la communauté italienne au Pérou.
Animateur des championnats amateurs au Pérou, il possédait son propre stade, le Víctor Manuel III, inauguré le 15 juin 1922, et détruit lors du séisme de Lima et Callao de 1940.  Le club participe à la première édition du championnat organisé par la fédération péruvienne de football en 1926. Trois ans plus tard, il devient vice-champion du Pérou derrière la Federación Universitaria (aujourd'hui Universitario de Deportes). Il joue en D1 jusqu'en 1934 lorsqu'il abandonne le tournoi après trois journées avant d'être dissous.
Le Circolo Sportivo Italiano fusionne par la suite avec la Societa Canottieri Italia. Il joue depuis les années 1990 dans la ligue de district de San Isidro. Il a fêté son centenaire d'existence en 2017.

## Résultats sportifs

### Palmarès
- Championnat du Pérou :
  - Vice-champion : 1929.

### Bilan et records
- Saisons au sein du championnat du Pérou : 9 (1926-1934).

## Personnalités historiques du CS Italiano

### Joueurs

#### Grands noms
Les internationaux péruviens Antonio Maquilón, Jorge Pardón et Juan Alfonso Valle, tous les trois mondialistes en 1930, ont fait partie du club dans les années 1920.